# Nzango
Nzango (en français : jeu de pied) est un jeu de danse de terrain de jeu traditionnel local originaire de la République du Congo et de la République démocratique du Congo,,. Il est pratiqué et joué principalement par des femmes pour le plaisir.
Le nzango est un mélange de danse, de chant, de gymnastique et de chorégraphie exécuté de manière énergique.

## Historique
Le Nzango traditionnel, joué par les jeunes filles dans les cours des écoles, pendant la recréation, aux villages et dans les rues, tire son origine de Sango, langue vernaculaire de la République Centrafricaine.
En 1932, durant la construction du chemin de fer Brazzaville – Pointe-Noire, elle[Qui ?] est apparue au Congo-Brazzaville, durant la construction de cette infrastructure nécessitait une main d’œuvre et les exploitants expatriés avaient eu recours à des ouvriers de la sous région Afrique Centrale.
En 2001, on l'adopte en République Démocratique du Congo comme une nouvelle discipline sportive.
Le nzango est joué dans plusieurs pays de l'Afrique centrale dont : la république du Congo, la république démocratique du Congo, la république Centrafrique, le Cameroun, le Gabon et le Burundi.

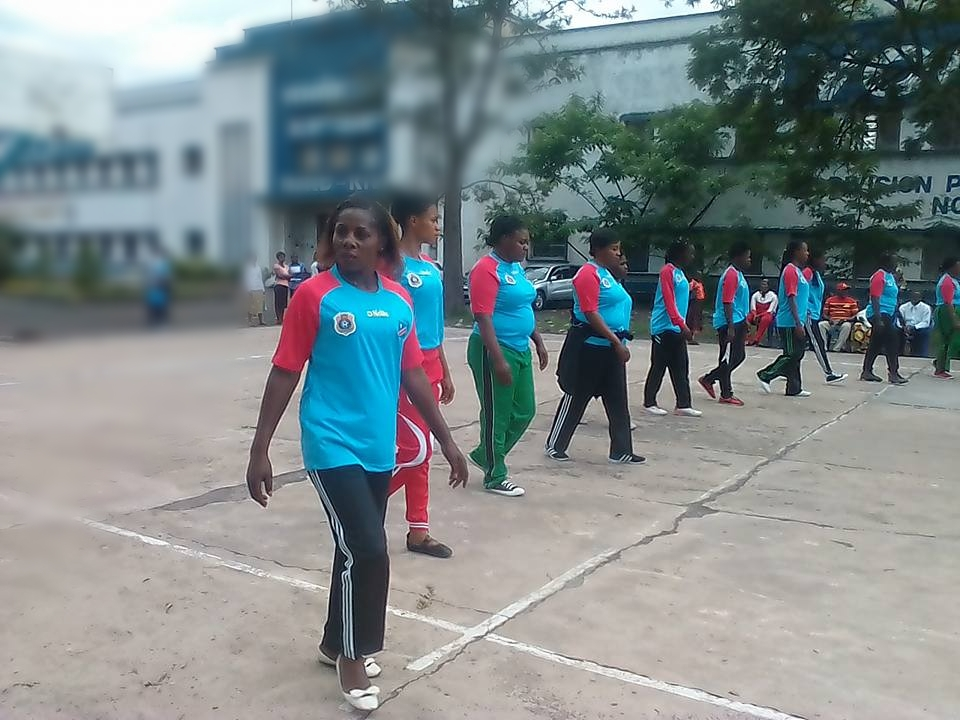

## Manière de jouer
Le Nzango est joué par deux équipes opposées, alignées et face à face avec des membres individuels de chaque équipe à tour de rôle pour surpasser l'autre. Il se joue sur un terrain de 8 mètres sur 16 mètres, par des équipes de onze joueurs et six réservistes qui scandent des chansons en frappant dans leurs mains.
Le début d'un match de Nzango commence avec les deux équipes choisissant soit le pied droit, soit le pied gauche appelé « pied d'attaque ». Le but d'un joueur est d'avancer simultanément sur son pied d'attaque précédé d'un comme le fait son adversaire. L'arbitre attribue des points (pieds) aux joueurs qui positionnent leurs pieds par rapport à leurs adversaires.

## Distinctions
En 2015, lors des jeux africains à Brazzaville, capitale de la république du Congo, le nzango  a figuré parmi les disciplines présentées ,.
En 2023, pour la 9e édition des Jeux de la Francophonie, le nzango figure pour la première fois parmi les disciplines sportives comme discipline en démonstration,,.